# Bountyinseln
Die Bountyinseln (englisch Bounty Islands) sind eine Inselgruppe im Südpazifik. Sie gehören politisch zu Neuseeland und werden dort zu den New Zealand Offshore Islands gezählt.
Die unbewohnte Inselgruppe besteht aus 22 kleinen und kleinsten Granitinseln, die sich in eine westliche und eine östliche Gruppe unterteilen. Die Gruppe misst etwa 5 km im Durchmesser.
Die Inseln liegen rund 690 km südöstlich von Christchurch bei 47° 42′ Süd und etwa 179° 5′ Ost. Die größte Insel ist 1,3 km² groß. Sie wurde am 8. September 1788 von William Bligh entdeckt und nach seinem Schiff Bounty benannt, das später durch die oft beschriebene und verfilmte Meuterei berühmt werden sollte. Die mittlere Jahrestemperatur liegt bei 10 °C und der Jahresniederschlag bei 1000–1500 mm.

## Tierwelt
Früher gab es auf der Insel große Herden von Pelzrobben, die aber schon Mitte des 19. Jahrhunderts nahezu ausgerottet waren. 1980 wurden wieder etwa 16.000 Exemplare des Neuseeländischen Seebären (Arctocephalus forsteri) gezählt.
Endemische Vogelarten sind die Bountyscharbe (Phalacrocorax ranfurlyi, auch Leucocarbo ranfurlyi), eine Kormoranart, und der Bounty-Dickschnabel-Sturmvogel (Pachyptila crassirostris crassirostris). Außerdem nisten hier Graurückenalbatrosse (Thalassarche salvini), eine früher als Unterart des Weißkappenalbatros (Thalassarche cauta) eingeordnete Art der Albatrosse.
Die Inseln sind neben den Antipoden-Inseln der einzige Nistort für Kronenpinguine (Eudyptes sclateri).

## Naturschutz
Die Inseln sind seit 1998 Teil des UNESCO-Weltnaturerbes. Um die einzigartige Flora und Fauna zu erhalten, hat die neuseeländische Regierung das Betreten der Inseln verboten.